# Pirámide de Karlsruhe
La pirámide de Karlsruhe (en alemán: Karlsruher Pyramide) es una pirámide monumental de piedra arenisca roja, ubicada en el centro de la plaza del mercado de Karlsruhe, Alemania. El monumento, erigido en los años 1823-1825 sobre la cripta del fundador de la ciudad, el margrave Carlos III Guillermo, es un conocido símbolo de la ciudad, considerado el segundo emblema de la misma tras el diseño de la ciudad en forma de abanico plegable.

## Descripción

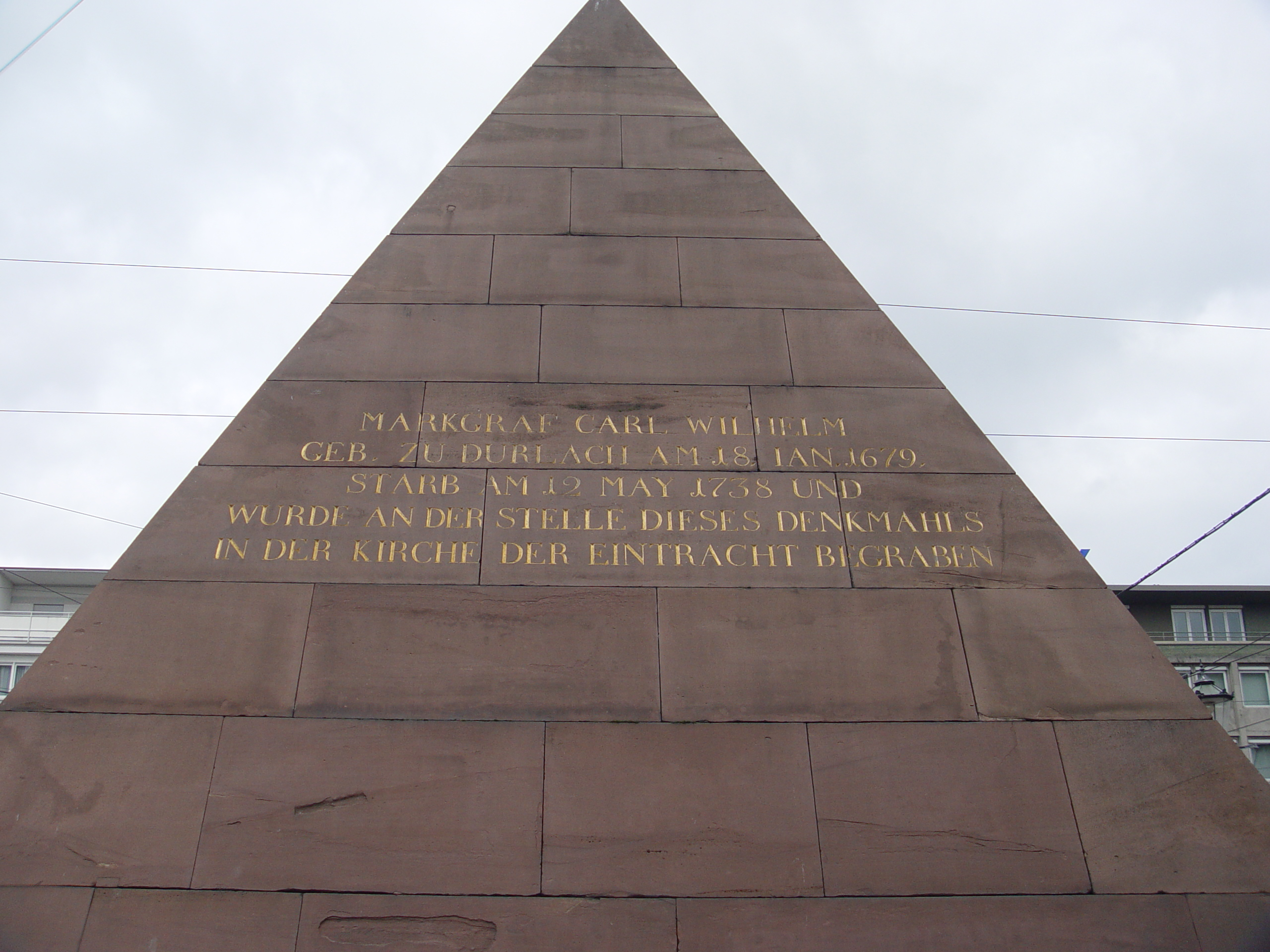

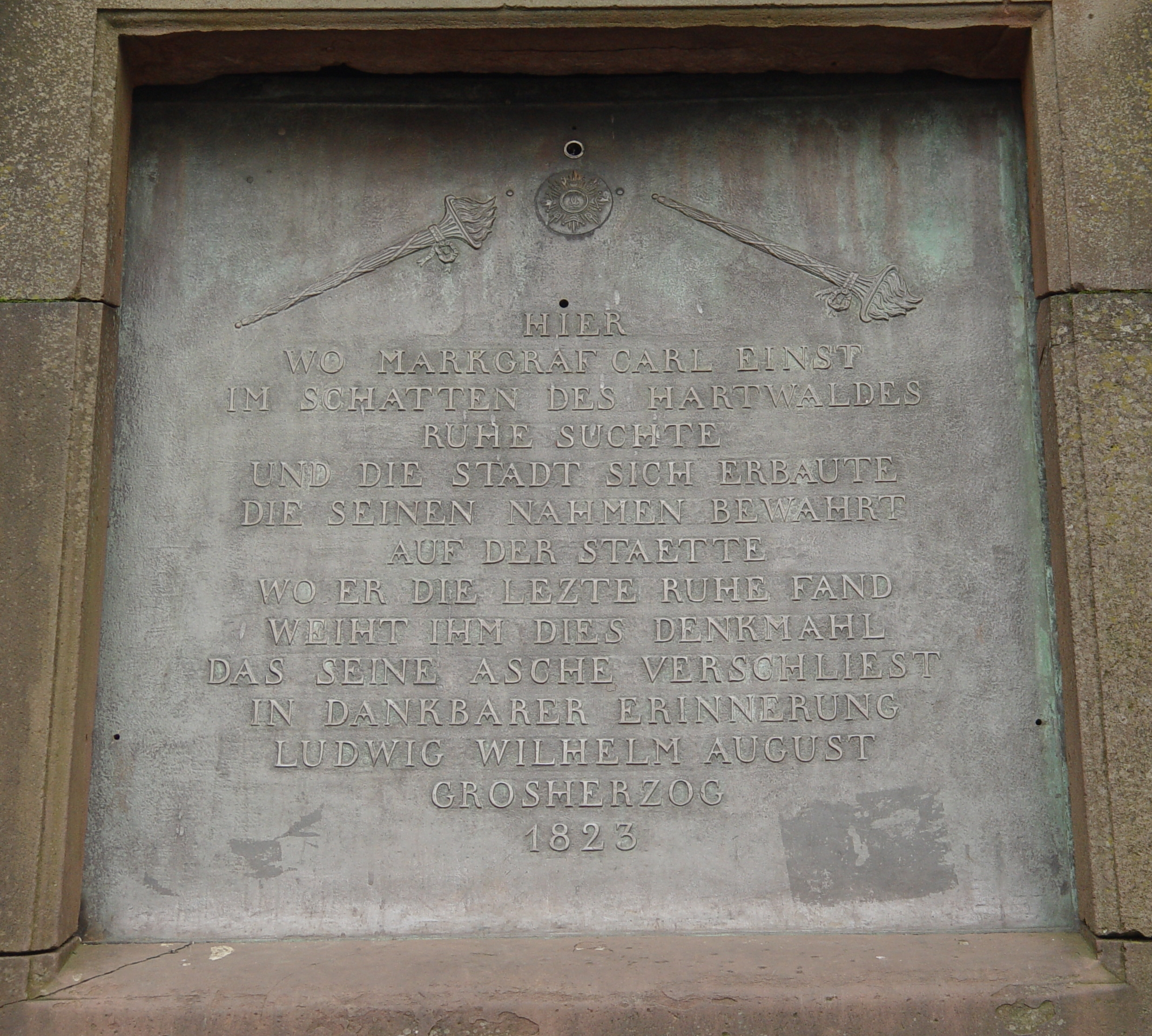
Inscripción conmemorativa

La céntrica ubicación del monumento ocupa el sitio de la antigua iglesia luterana de la ciudad (llamada iglesia de la Concordia), un edificio barroco con estructura de madera. Cuando Karlsruhe empezó a crecer a principios del siglo XIX, la iglesia resultó demasiado pequeña para la congregación local y además obstruía la expansión hacia el sur de la ciudad y de la propia plaza del Mercado. Fue demolida en 1807, colocando al principio en su lugar una pirámide de madera encima de la cripta de Carlos Guillermo.
Aquel monumento sería reemplazado, 16 años más tarde, por una edificación piramidal de piedra diseñada por el arquitecto Friedrich Weinbrenner (el arquitecto de la ciudad de Karlsruhe) al estilo neoclásico, que ha sobrevivido hasta el día de hoy (no viéndose afectada por los extensos bombardeos de la Segunda Guerra Mundial). El monumento original de madera fue trasladado a la nueva ubicación de la iglesia.
La pirámide, de base cuadrada, alcanza los 6,5 metros de altura. Consiste en una secuencia vertical de tres cámaras, estando en la más baja de ellas la cripta original. La piedra fundamental de la ciudad también se encuentra dentro de la pirámide. El monumento es un ejemplo de la arquitectura neoegipcia, inspirado en la función funeraria de las pirámides de Egipto y en edificios similares de la era napoleónica.
El interior de la pirámide es accesible a través de una pequeña abertura cuadrada, pero solo se puede acceder con el consentimiento de sus antiguos propietarios (hasta 1940), la Casa de Baden.